# Emanuele Belardi
Emanuele Belardi (ur. 9 października 1977 w Eboli) – włoski piłkarz występujący na pozycji bramkarza. Grał w takich klubach jak Reggina Calcio, F.C. Turris 1944 A.S.D., SSC Napoli oraz F.C. Catanzaro. W Serie A zadebiutował 19 grudnia 1999 roku podczas meczu Regginy z A.C. Milan.